# Allermöhe

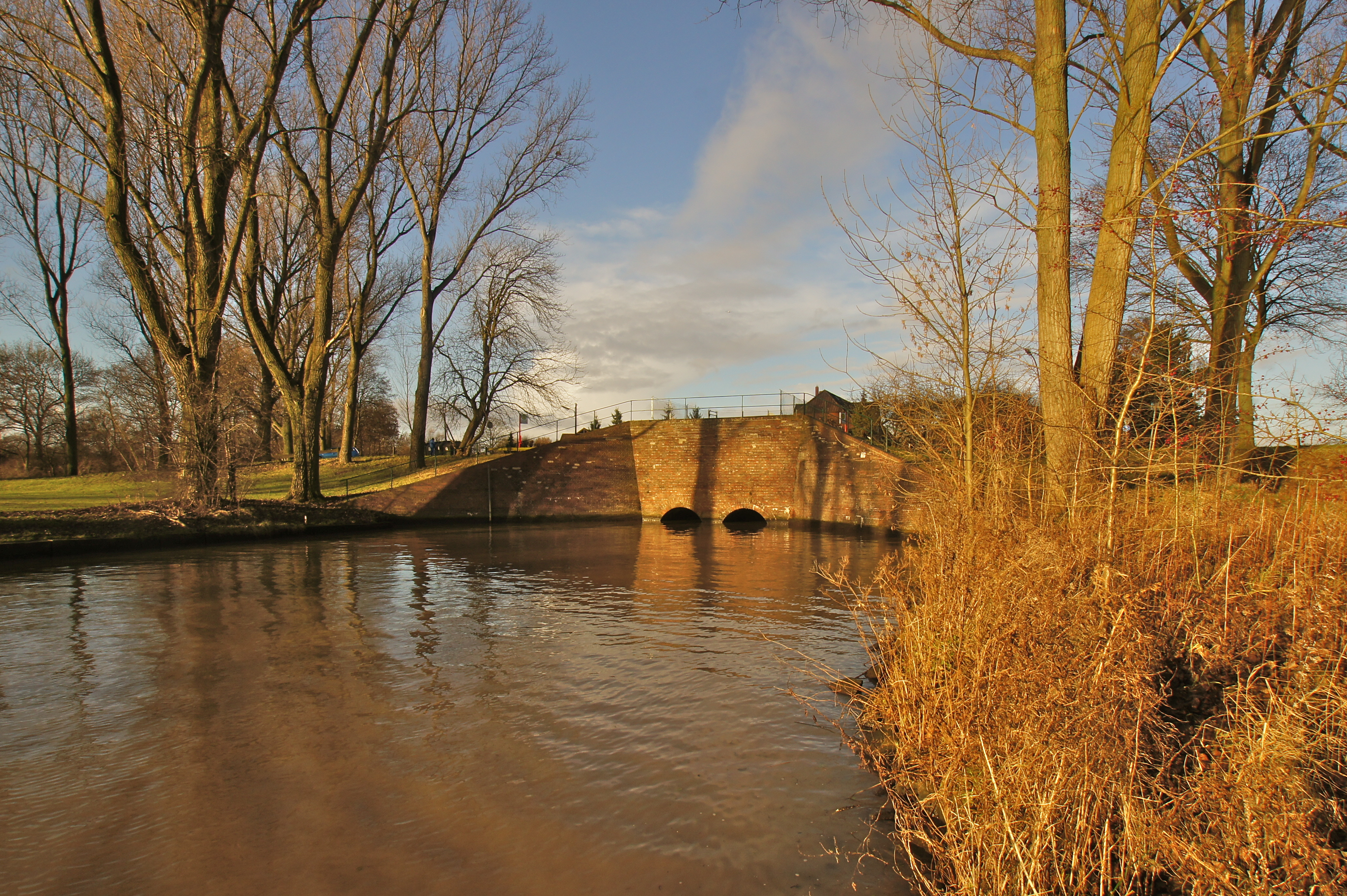
Resclosa de desguàs del Hauptentwässerungsgraben Allermöhe

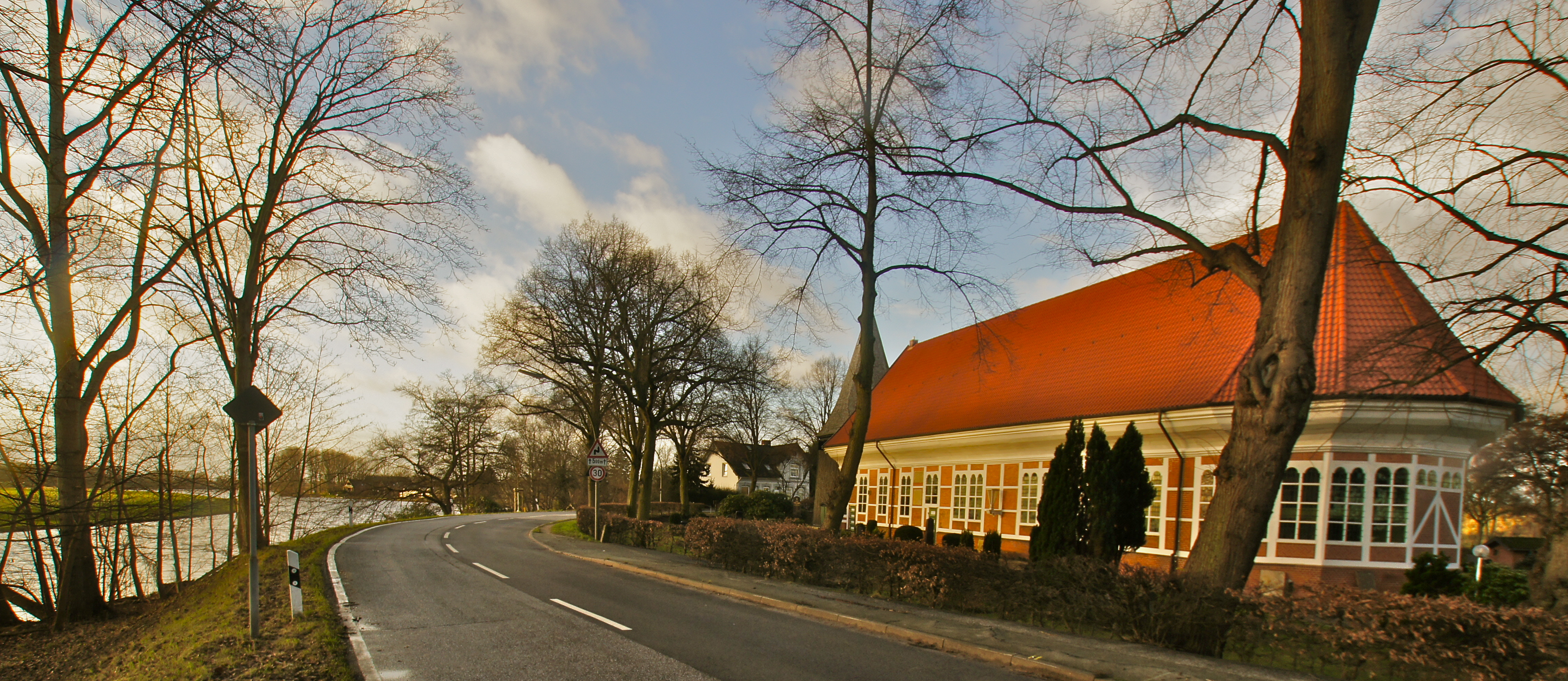
El Dove Elbe i la nau d'entramat de fusta de l'església de la Trinitat

Allermöhe (en baix alemany Allermoi) és un barri (Stadtteil) de la ciutat estat d'Hamburg a Alemanya al districte de Bergedorf. Té 1.200 habitants, des que l'1 de gener de 2011 el quarter Neuallermöhe-oest passà al barri nou de Neuallermöhe. Allermöhe forma una illa feta pel Dove Elbe, l'Hauptentwässerungsgraben Allermöhe, l'Allermöher Landscheide i l'Entenfleet.
El primer esment escrit del 1162, Anremutha, significa a la boca, I.e. la desembocadura del Dove Elbe. La ciutat d'Hamburg va comprar el barri i els altres Marschlande, el 1395 i per a protegir el seu comerç a l'Elba. Va construir dics i excavar wetterns per a assecar els prats humits i transforma'ls a pòlders cultivables, protegits de la marea i de les marejades.
Des de l'1 de gener de 2011, el quarter urbà nou construït el 1995 i molt densament poblat de Neuallermöhe-oest es va fusionar amb Neuallermöhe est per fer un barri nou Neuallermöhe. El poble rural va perdre quasi el 90% dels seus habitants. Les noves fronteres corresponen a una realitat sociològica.

## Monuments i llocs d'interès
- L'església de la Trinitat, una típica església d'una nau d'entramat de fusta del nord d'Alemanya
- El camins al dic al Dove Elbe, l'Hauptentwässerungsgraben Allermöhe i el Möwenfleet
- El centre d'esports nàutics Allermöhe al Dove Elbe i el llac Eichbaumsee

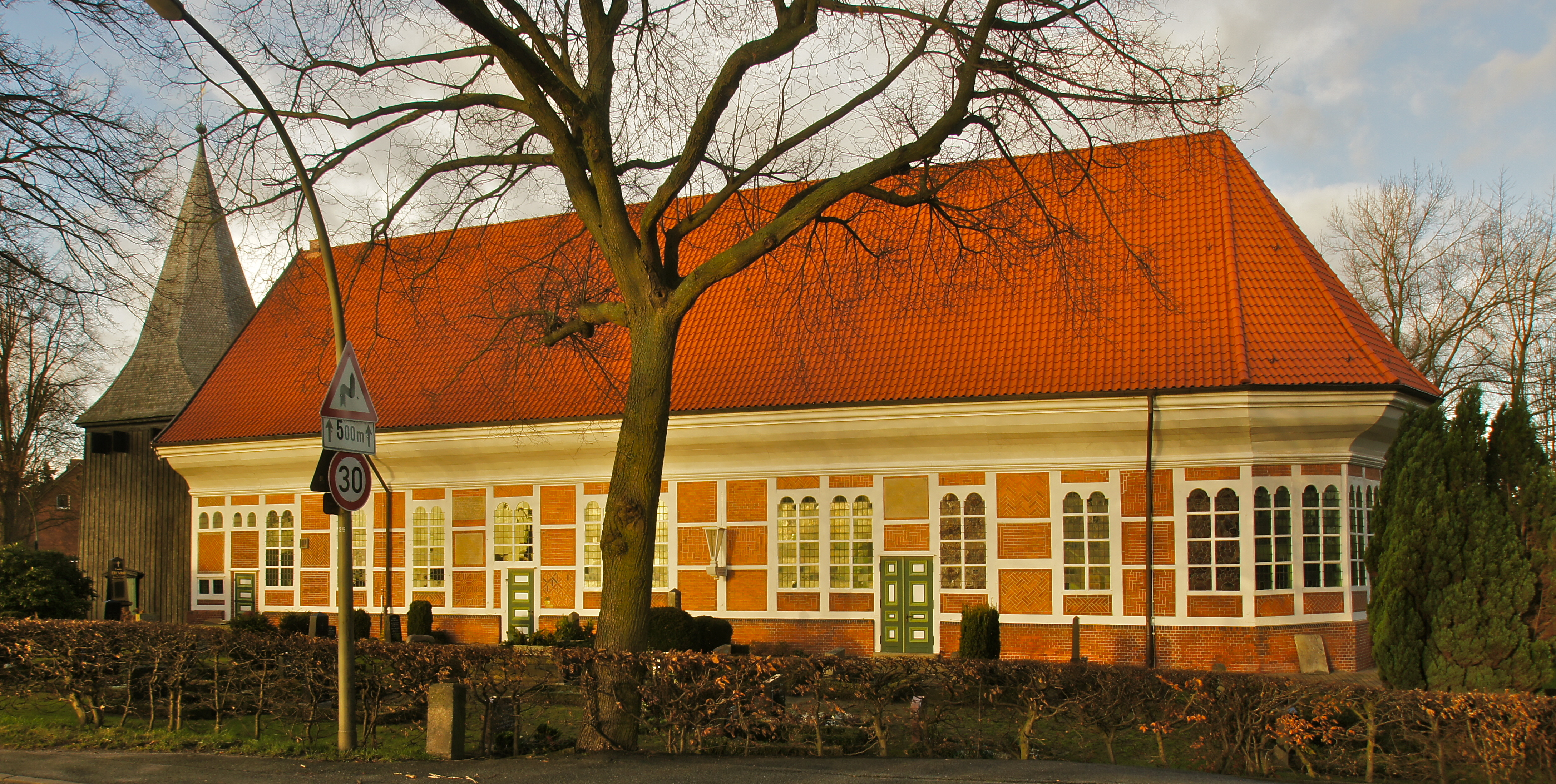
L'església de la Trinitat
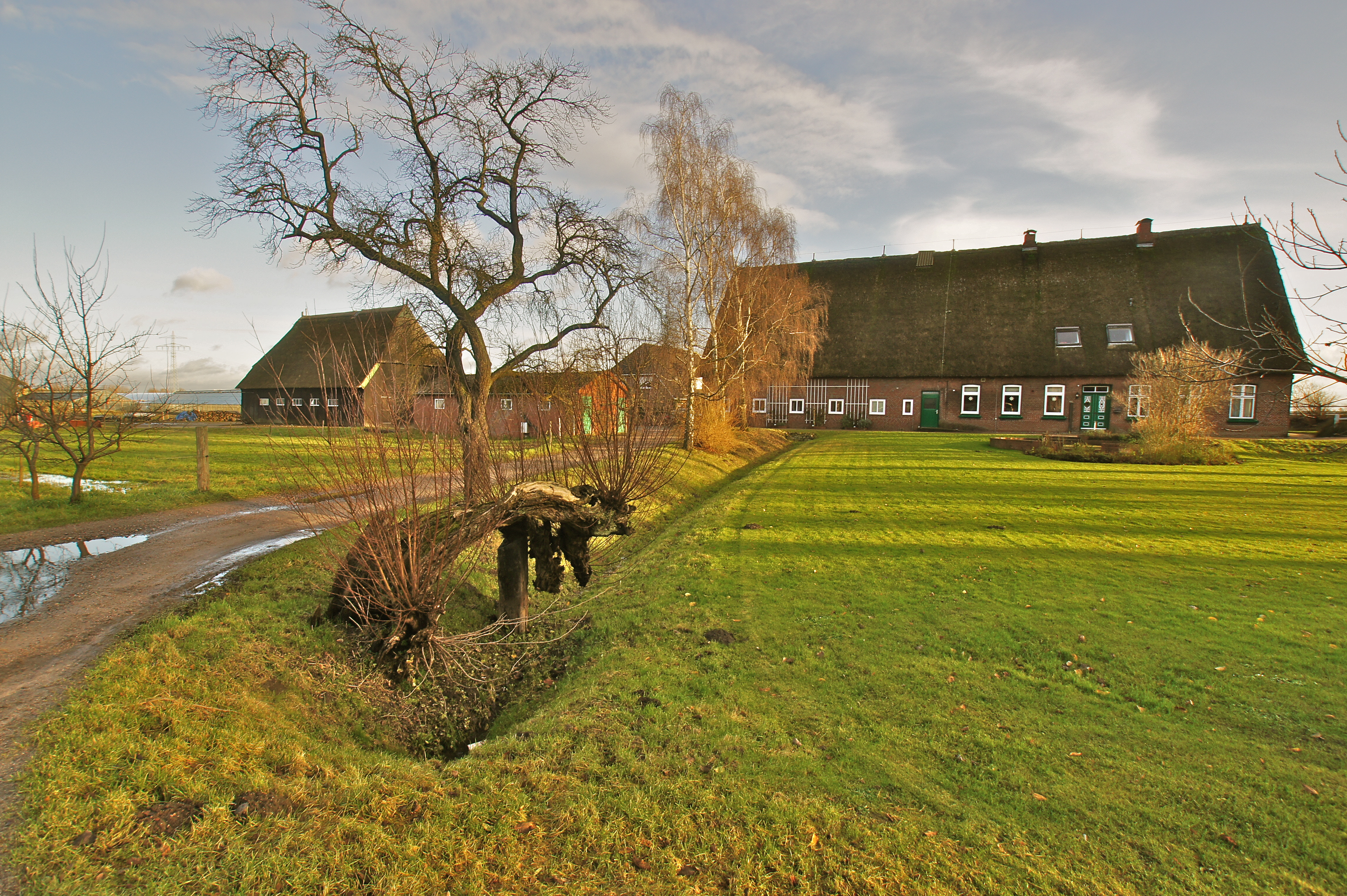
Mas a la desembocadura de l'Hauptenwässerungs-graben i del Dove Elbe
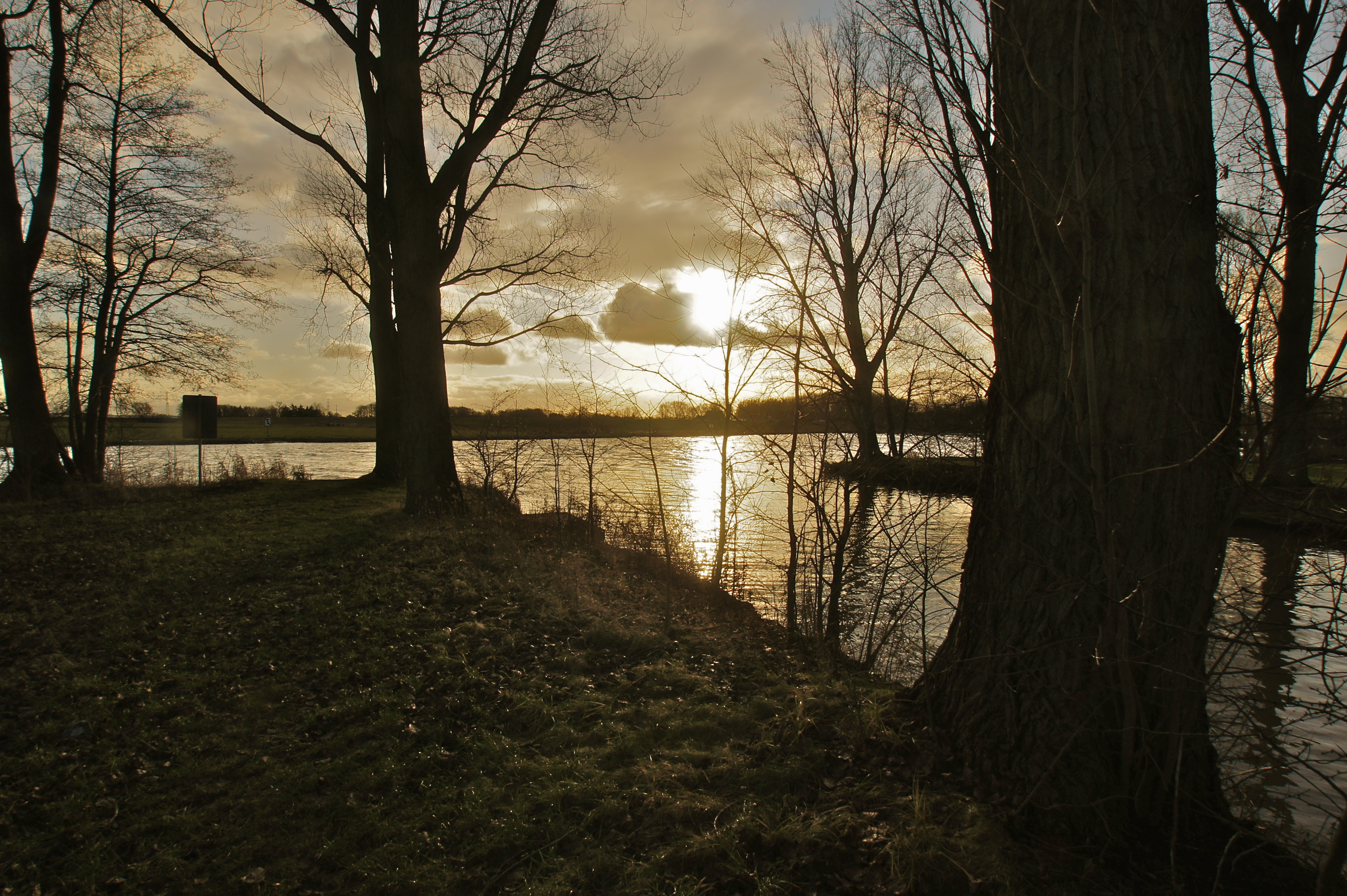
Desembocadura del Hauptentwässerungs-graben al Dove Elbe
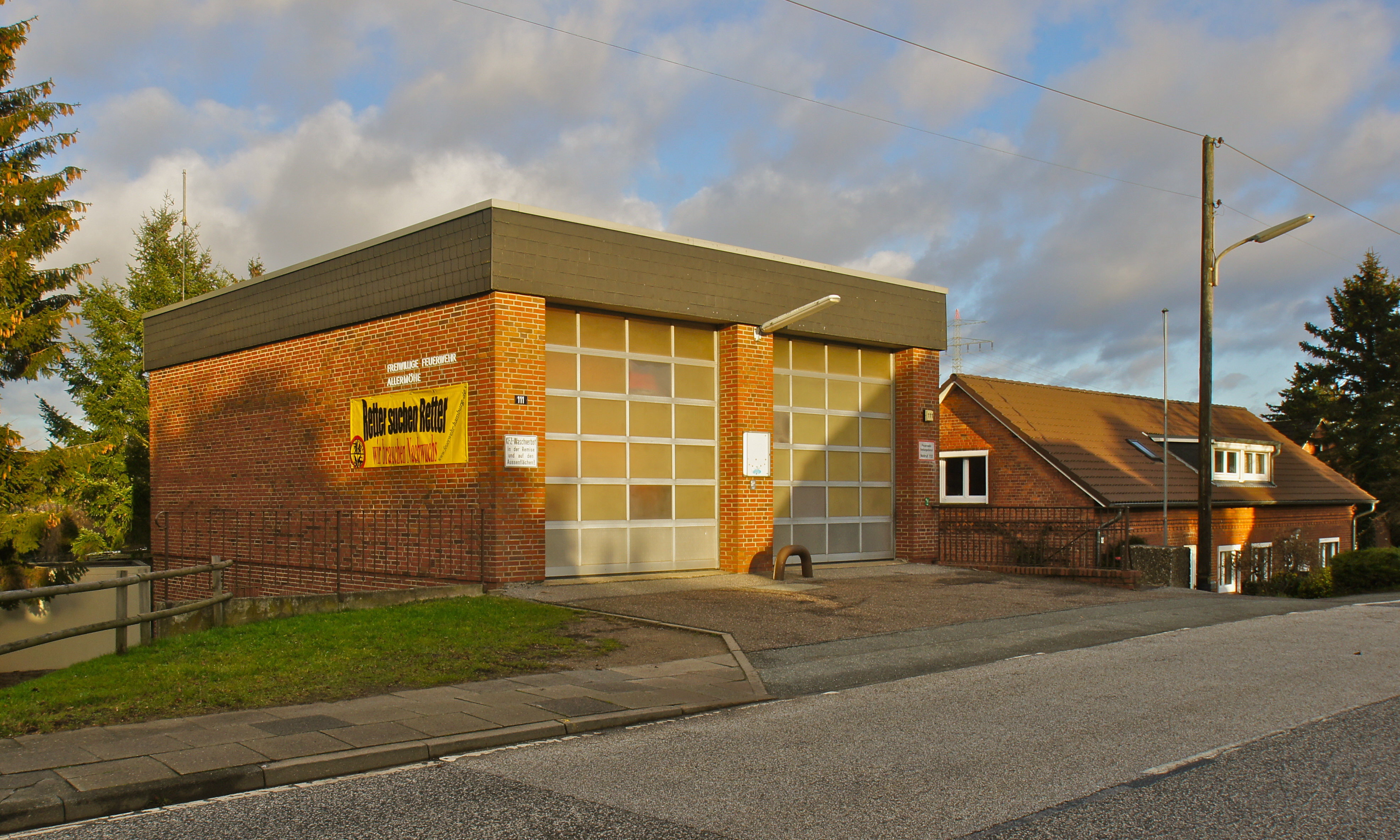
Casa dels bombers
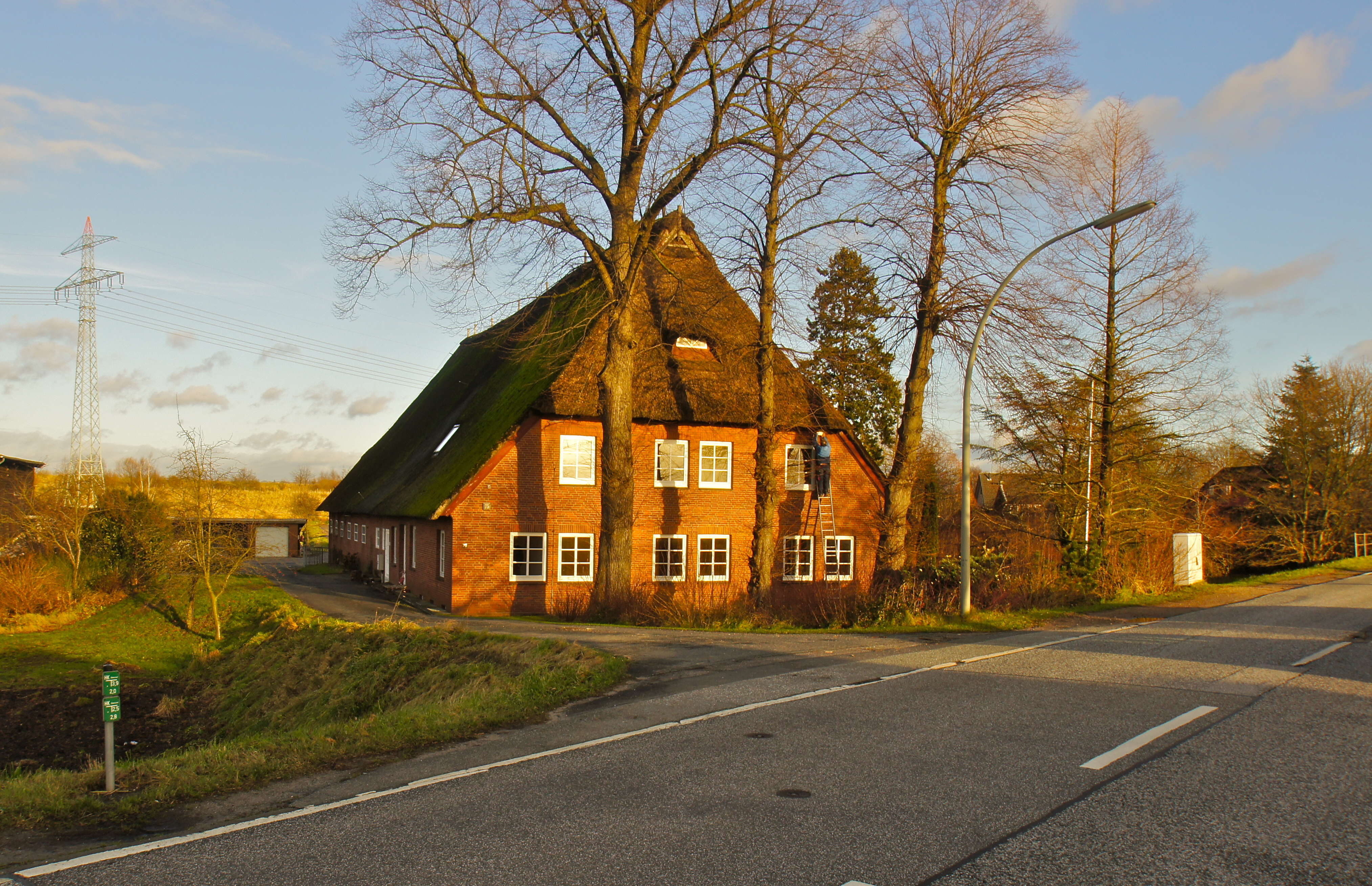
Masia
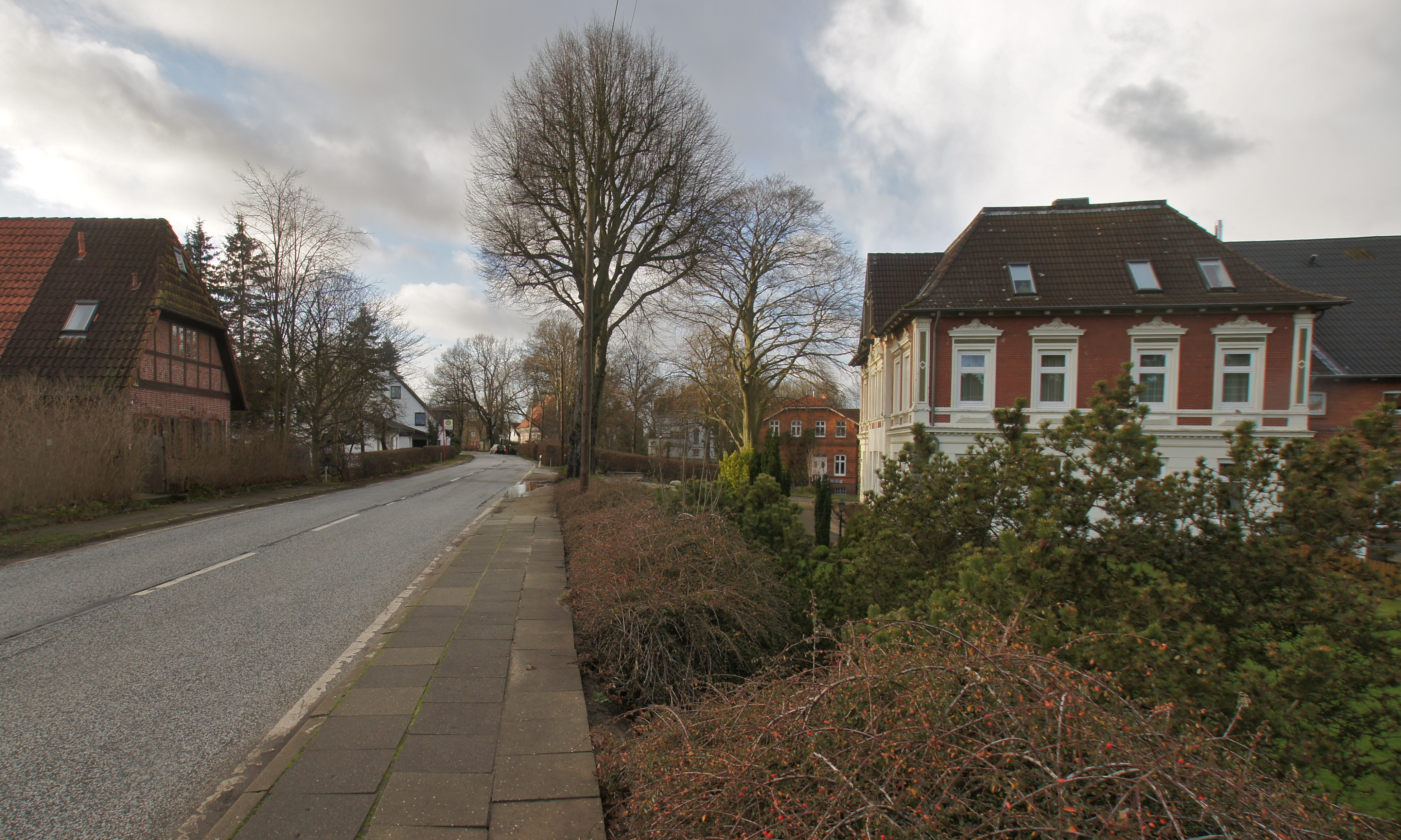
El poble vist de l'est
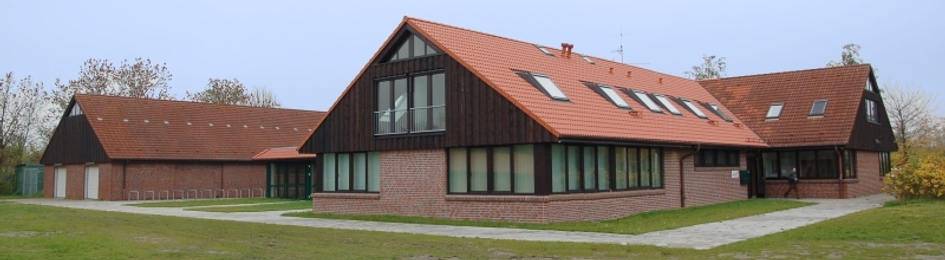
El centre d'esports nàutics
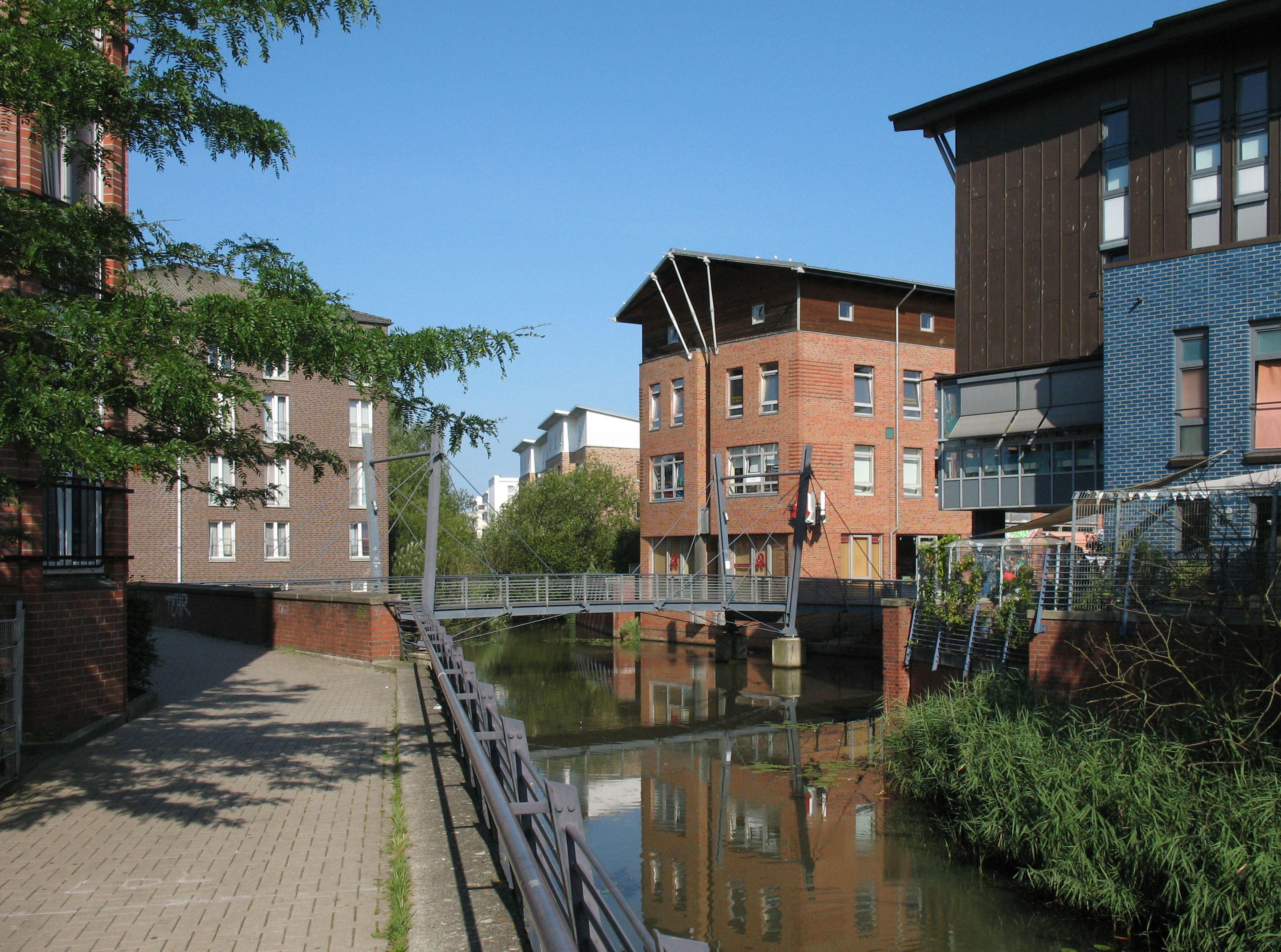
Neuallermöhe